# Giuseppe Marazzi
Giuseppe Marazzi (* 20. Dezember 1875 in Castel Gandolfo; † 23. Oktober 1933) war ein italienischer römisch-katholischer Geistlicher und Weihbischof in Albano.

## Leben
Giuseppe Marazzi empfing am 1. April 1899 das Sakrament der Priesterweihe für das Bistum Albano.
Am 8. Juni 1928 ernannte ihn Papst Pius XI. zum Titularbischof von Oropus und zum Weihbischof in Albano. Der Kardinalbischof von Albano, Gennaro Granito Pignatelli di Belmonte, spendete ihm am 25. Juli desselben Jahres die Bischofsweihe; Mitkonsekratoren waren der Bischof von Trivento, Attilio Adinolfi, und der Sekretär der Konzilskongregation, Kurienbischof Giulio Serafini.